# Emmentaler
L'emmentaler, o emmental tal com es coneix en la seva forma més industrial, és un formatge de pasta premsada cuita elaborat amb llet de vaca, de pasta dura i compacta i amb grans forats. És originari de la vall suïssa de l'Emme («tal» en alemany vol dir vall) al cantó de Berna. Està protegit per una AOP des del 2006. Pot arribar a pesar fins a 100 kg i es considera un dels formatges més grans del món.

## Producció
S'utilitza llet crua fresca de vaques alimentades sense ensitjat. Està prohibit l'ús d'additius i transgènics.
A Suïssa representa el 50% de la producció total i el 70% de l'exportació.

## Zona de producció
Cantons d'Argòvia, de Berna, de Glarus, de Lucerna, de Schwyz, de Solothurn, de Sankt Gallen, de Turgòvia, de Zug, de Zuric i una part del cantó de Friburg.

## Història
Les primeres mencions que a la vall s'hi feia formatge són del segle xiii, però el primer document que mostra el nom d'emmentaler és del 1542, època en què el formatge es va anar fent gran per facilitar el transport. Fins a finals del segle xx, el mètode d'elaboració de l'emmentaler es va copiar a Alemanya, França, Itàlia i fins i tot a Finlàndia i Rússia. Per protegir la producció suïssa es va protegir amb una AOP el 2006.(Donnelly 2016, p. 249)

## Característiques
L'emmentaler és dolç, amb sabor de nous i una textura ferma. A mesura que va madurant, el seu sabor es torna més nítid i més profund. És flexible, fàcil de tallar, i es torna més trencadís amb l'edat. Els forats típics de l'emmentaler, d'entre 2 i 4 cm, es formen durant el procés de maduració: la fermentació natural produeix diòxid de carboni, que s'acumula en diverses parts de la massa sense que es pugui escapar. Amb 0,5g de sal per cada 100g de formatge, l'emmentaler té un contingut molt baix de sal per ser un formatge dur. No conté lactosa.
Hi ha diferents tipus d'emmentaler AOP segons els diferents graus de maduració:
- Clàssic, almenys 4 mesos de maduració, gust d'avellana, suau
- Reserva, almenys 8 mesos de maduració, més intens
- Extra, almenys 12 mesos de maduració, aromes intensos sostinguts

## Emmentaler Gotthelf
Aquest formatge vol recuperar la tradició del segle xix. La llet utilitzada per fer el formatge prové de granges properes, a un màxim de 10 km del formatge. Madurat almenys 18 mesos, és més intens amb molt de cos, amb pasta trencadissa. La roda porta una etiqueta que resumeix la història de La formatgeria de Vehfreude, obra del famós escriptor suís Jeremias Gotthelf.